# Martens’sche Einheitsliliputlok
Als Martens’sche Einheitsliliputlok wird eine Dampflokomotive mit der Achsfolge 2'C1' für Liliputbahnen bezeichnet. Von 1925 bis 1950 wurden 15 Exemplare bei Krauss & Co. (ab 1931: Krauss-Maffei) in  München gebaut. Die Fahrzeuge haben eine Spurweite von 381 mm (15 Zoll).

## Konstruktive Merkmale

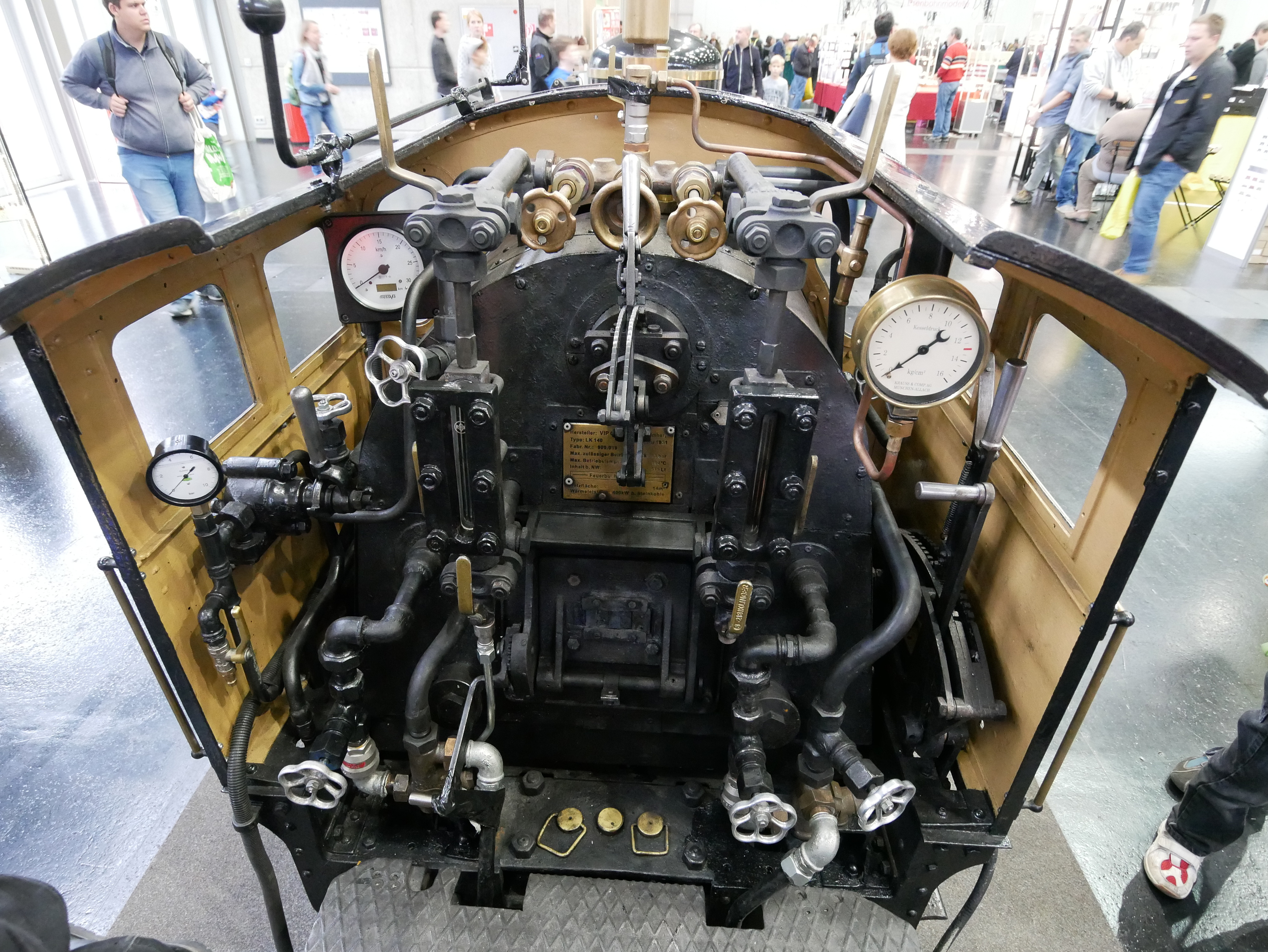
Führerstand der Lok Da1 der Wiener Liliputbahn

Die in etwa einer normalspurigen Pacific-Schnellzuglokomotive im Maßstab 1:3,33 entsprechenden
Lokomotiven ähneln zwar den DR-Baureihen 01 bzw. 03, sind aber dennoch keinem bestimmten Vorbild nachgebaut, sondern eigenständige Konstruktionen.
Die Lokomotiven verfügen über einen Barrenrahmen, der hinter der dritten Treibachse in einen Außenrahmen übergeht, um eine für diese schmale Spurweite geräumige Feuerbüchse aufzunehmen. Das Laufwerk mit führendem Drehgestell, spurkranzlosem mittlerem Treibradsatz und hinterer Laufachse erlaubt ein zwängungsfreies Durchfahren von Gleisradien von 20 Metern. Es hat mittels Stellkeil nachstellbare Kuppelachslager, Hochdruck-Schmierpresse der Bauart „Wörner“, Dampfbremse für alle Radsätze der Lokomotive und Saugluftbremse sowie Handbremse für den Tender. Die Kessel der Maschinen wurden mit zwei Wasserstandsgläsern, zwei Hochhub-Sicherheitsventilen und zwei Dampfstrahlpumpen zur Kesselspeisung ausgerüstet.

## Geschichte der Lokomotiven

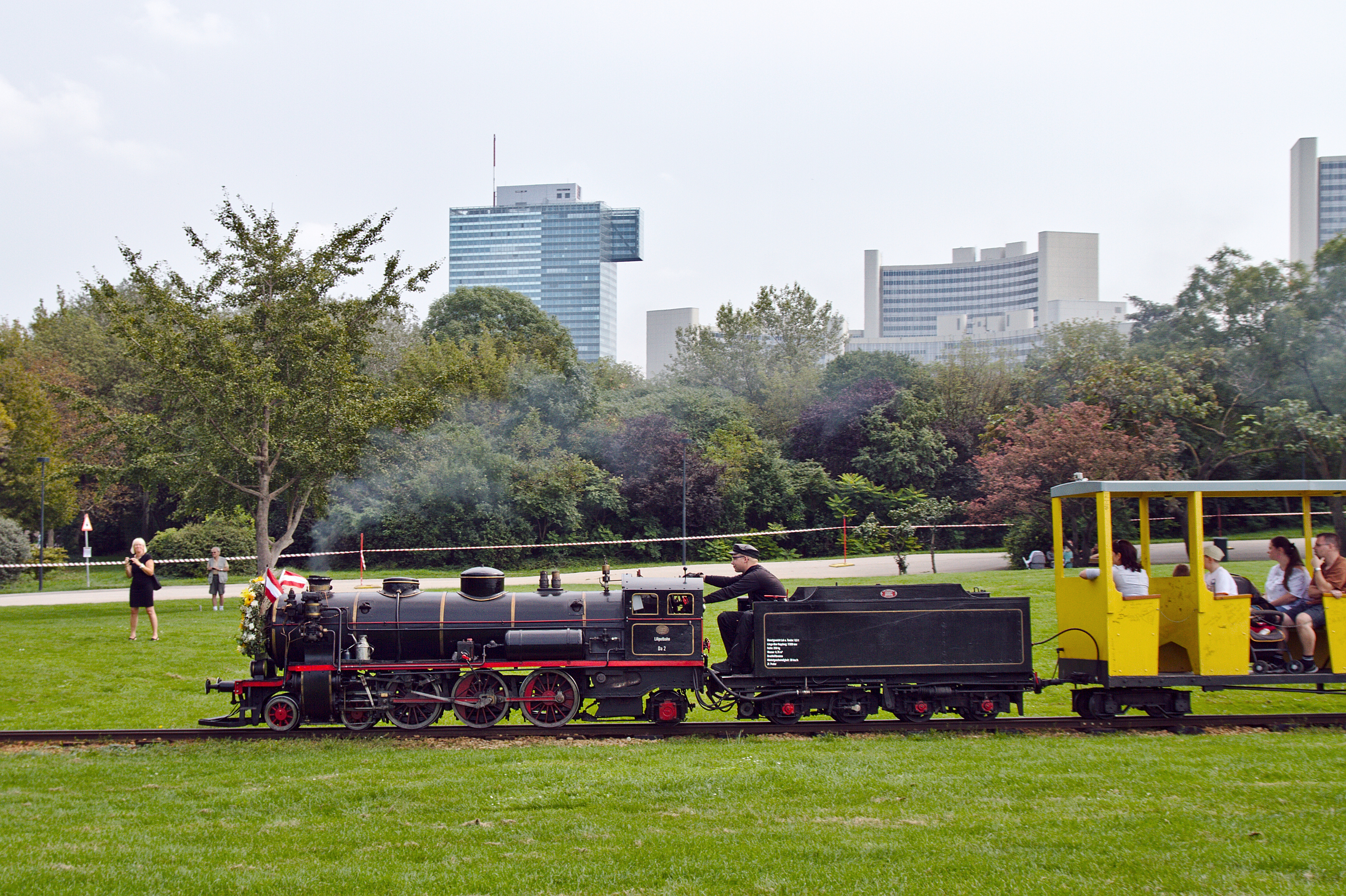
Martens’sche Einheitsliliputlok der Wiener Liliputbahn, hier auf der Donauparkbahn

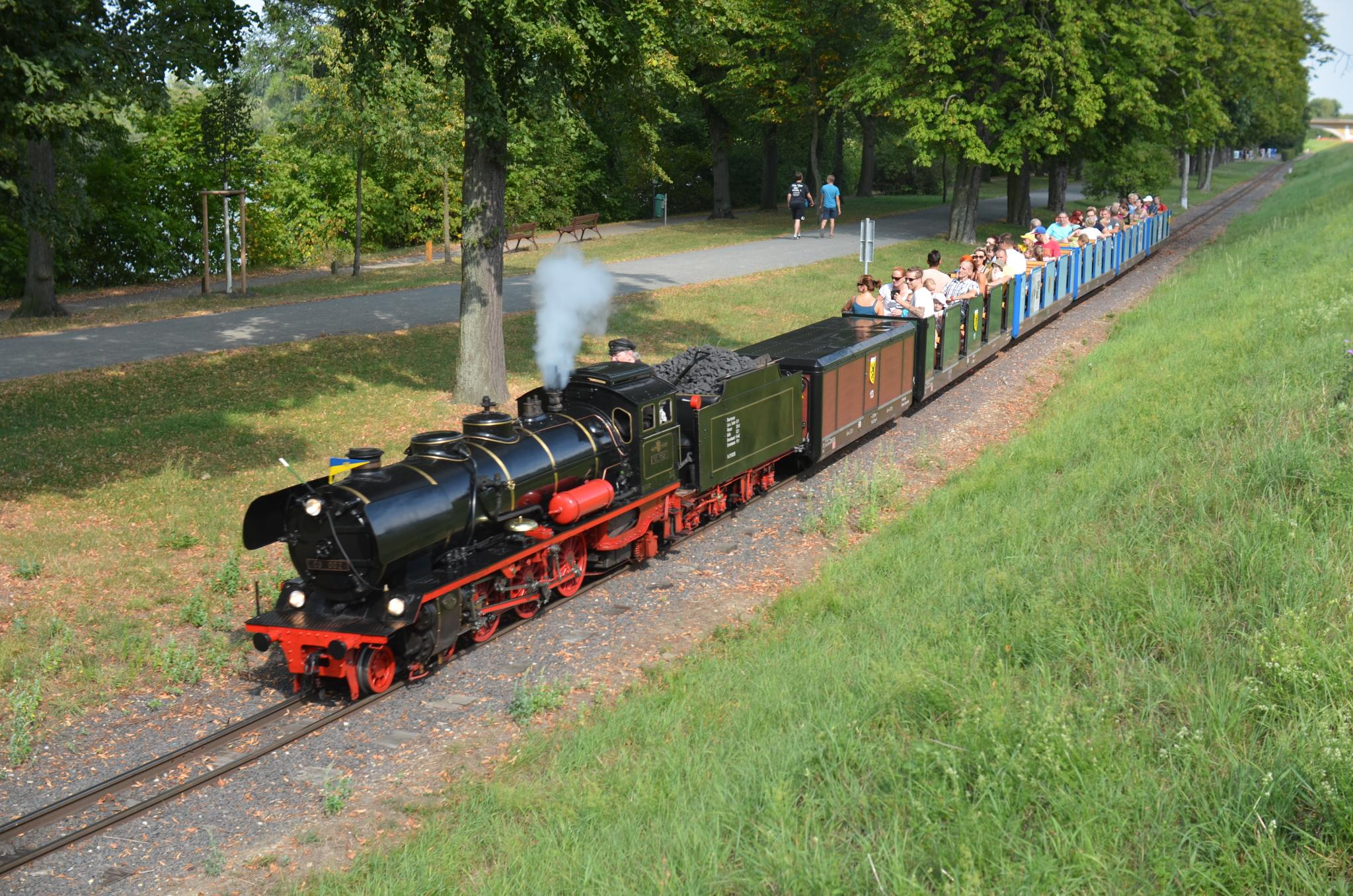
Die Lok der Leipziger Parkeisenbahn wurde im Erscheinungsbild an eine deutsche Einheitsdampflokomotive angepasst.

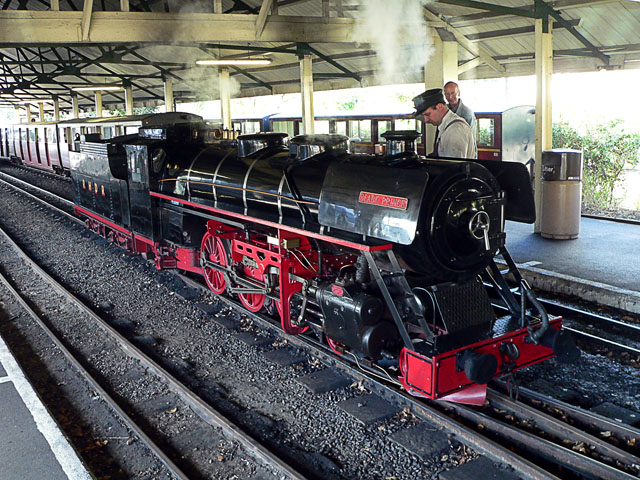
Krupp-Lokomotive „Black Prince“ bei der Romney, Hythe and Dymchurch Railway

1925 wurden die ersten drei Lokomotiven nach einem Entwurf des Ingenieurs Roland Martens gebaut und auf der Deutschen Verkehrs-Ausstellung in München präsentiert. Später kamen sie zur Rheinbahn, die sie auf der GeSoLei (Große Ausstellung für Gesundheitspflege, Soziale Fürsorge und Leibesübungen) in Düsseldorf einsetzte.
Gemeinsam mit fünf weiteren Lokomotiven einer zweiten Bauserie gelangten sie zum Leipziger Feldbahn-Unternehmen Brangsch, das sie auf Ausstellungen in Deutschland und Mitteleuropa einsetzte. Seit 1928 sind drei der Fahrzeuge dauerhaft bei der Liliputbahn im Wiener Prater beheimatet.
Die Loks der ersten Bauserie überlebten den Zweiten Weltkrieg in einem Steinbruch und gelangten 1950 zur heutigen Dresdner Parkeisenbahn, eine der Lokomotiven wurde 1951 an die Leipziger Parkeisenbahn überstellt.
Weitere vier Loks wurden 1929 nach Sevilla geliefert, von den drei letzten Martens’schen Einheitsliliputlokomotiven, die 1950 gebaut worden waren, gelangten zwei zur Killesbergbahn in Stuttgart, eine wurde in den 1950er Jahren als Geschenk zu einer Bestellung von Normalspurlokomotiven nach Indien geliefert und 1958 an den National Bal-Bhavan-Park übergeben (seit 2006 als nicht betriebsfähig abgestellt). Von den vier ursprünglich 1929 in Sevilla genutzten Maschinen ging 2014 eine (weitere) an die Killesbergbahn, so dass dort nun drei gleichartige Maschinen vorhanden sind. Eine weitere Lok aus der Sevilla-Serie wurde 2015 an die Ravenglass & Eskdale Railway verkauft.
Krupp in Essen produzierte 1937 drei den Krauss-Lokomotiven sehr ähnliche, aber etwas leistungsfähigere Exemplare mit den Fabriknummern 1662 bis 1664 und den Namen „Rosenkavalier“, „Männertreu“ und „Fleißiges Lieschen“. Inwieweit Roland Martens auch an deren Konstruktion beteiligt war, ist nicht bekannt. Diese kamen zunächst nach Düsseldorf, wo sie auf der Reichsausstellung Schaffendes Volk, einer nationalsozialistischen Propagandaschau, eingesetzt wurden. Anschließend wurden sie bei der Köln-Frechen-Benzelrather Eisenbahn eingelagert. 1950 wurden sie anlässlich der 1900-Jahr-Feier von Köln im dortigen Rheinpark eingesetzt, 1953 auf der Deutschen Verkehrsausstellung in München und 1957 erneut im Kölner Rheinpark bei der dortigen Bundesgartenschau 1957. Zwei Exemplare wurden 1972 an das britische Bressingham Steam Museum verkauft, die dritte Lokomotive mit dem Namen „Fleißiges Lieschen“ kam 1976 ebenfalls nach Großbritannien. Sie wird seitdem bei der Romney, Hythe and Dymchurch Railway eingesetzt. Dort erhielt sie den Namen „Black Prince“, eine an die Einheitsdampflokomotiven der Reichsbahn angelehnte Farbgebung sowie Windleitbleche der Bauart Witte. Die anderen beiden Lokomotiven befinden sich in Bressingham auf der dortigen Waveney Valley Railway im Einsatz. 1996 wurde die Lokomotive „Männertreu“ vorübergehend zurück nach Düsseldorf gebracht und auf der Jubiläumsausstellung der Rheinbahn eingesetzt.

## Lieferliste
| Hersteller    | Fabriknummer | Baujahr | Bemerkung |
| ------------- | ------------ | ------- | --- |
| Krauss        | 8351         | 1925    | Dresdner Parkeisenbahn 001 Lisa |
| Krauss        | 8352         | 1925    | Leipziger Parkeisenbahn 03 002 ex 03 215 |
| Krauss        | 8353         | 1925    | Dresdner Parkeisenbahn 003 Moritz |
| Krauss        | 8441         | 1928    | Liliputbahn Wien Da1 Brigitte |
| Krauss        | 8442         | 1928    | Liliputbahn Wien Da2 Grete |
| Krauss        | 8443         | 1928    | Verbleib unbekannt |
| Krauss        | 8444         | 1928    | Verbleib unbekannt |
| Krauss        | 8445         | 1928    | Liliputbahn Wien 1961/62 umgebaut in eine Diesellokomotive                                                                                       |
| Krauss        | 8455         | 1929    | in Spanien, seit 2014 Killesbergbahn Stuttgart                                                                                                   |
| Krauss        | 8456         | 1929    | in Spanien, Asociación Sevillana de Amigos del Ferrocarril                                                                                       |
| Krauss        | 8457         | 1929    | in Spanien, seit 2016 in Großbritannien, Ravenglass & Eskdale Railway                                                                            |
| Krauss        | 8473         | 1929    | in Spanien, Ferrocarril del Maresme S.L., seit 2017 Verkauf an Privat in Großbritannien (Es existieren nur einzelne Lokteile, Rahmen und Tender) |
| Krauss-Maffei | 17655        | 1950    | in Indien Bal Bhavan Park in Delhi |
| Krauss-Maffei | 17674        | 1950    | Killesbergbahn Stuttgart Tazzelwurm |
| Krauss-Maffei | 17675        | 1950    | Killesbergbahn Stuttgart Springerle |

| Hersteller | Fabriknummer | Baujahr | Bemerkung                                               |
| ---------- | ------------ | ------- | ------------------------------------------------------- |
| Krupp      | 1662         | 1937    | Waveney Valley Railway Rosenkavalier                    |
| Krupp      | 1663         | 1937    | Waveney Valley Railway Männertreu                       |
| Krupp      | 1664         | 1937    | Romney, Hythe and Dymchurch Railway No. 11 Black Prince |